# 余瑞玉
余瑞玉（1960年—），江苏句容人，汉族，中华人民共和国政治人物、第十二届全国人民代表大会江苏地区代表。
毕业于江西财经学院财政金融系财政专业，加入中国民主建国会。担任民建中央委员、江苏天衡会计师事务所有限公司董事长。2008年，当选第十一届全国政协委员，代表中国民主建国会，分入第八组。2013年，被选为全国人大代表。2018年2月24日，当选为第十三届全国人大代表。